# Batesland
Batesland – miasto w Stanach Zjednoczonych, w stanie Dakota Południowa, w hrabstwie Oglala Lakota. Według danych na rok 2019 miasto zamieszkiwało 114 osób, a gęstość zaludnienia wyniosła 515,8 os./km².

## Demografia
Ludność historyczna:
| Rok                         | 1900 | 2000  | 2010  | 2019  |
| --------------------------- | ---- | ----- | ----- | ----- |
| Ludność                     | 124  | 88    | 108   | 114   |
| Gęstość zaludnienia os./km² | 561  | 398,1 | 488,6 | 515,8 |

## Klimat
Klimat jest kontynentalny. Średnia temperatura wynosi 11°C. Najcieplejszym miesiącem jest lipiec (28°C), a najzimniejszym miesiącem jest styczeń (–6°C). Średnie opady wynoszą 628 milimetrów rocznie. Najbardziej wilgotnym miesiącem jest maj (113 milimetrów), a najbardziej suchym miesiącem jest styczeń (13 milimetrów).